# Sicista trizona
Sicista trizona (мишівка угорська) — вид мишоподібних ссавців з родини мишівкових.

## Середовище проживання
Цей гризун відомий з Румунії й Угорщини; на висотах від 80 до 620 метрів.
Віддає перевагу незайманим місцевостям, де вона населяє острови високої трав'янистої рослинності, які залишаються на пасовищах, де інтенсивно пасеться велика рогата худоба або коні. В Угорщині більшість були виловлені на таких ділянках, де переважали осот і повзучий осот. Інші місця проживання тут — типчаково-солончакові луки, полиново-типчакові степи та занедбана орна рослинність, де чисельність виду нижча. Важливе значення мають густі, високі трави, які залишаються не скошеними. Місця лову виду в Трансільванії, Румунія — це схили з інтенсивними заростями чагарників, на яких випасається велика рогата худоба та коні.

## Спосіб життя
Вид впадає в сплячку взимку, з початку жовтня до кінця березня, тому його активний період становить лише ≈ 6 місяців. Вид не риє нір, а живе в покинутих норах інших гризунів, більш пристосованих до риття. Там, де є укриття (пні, повалені стовбури дерев, корчі), живе не в підземних норах, а в дуплах.

## Загрози й охорона
Місця проживання, вкриті високою густою рослинністю, якій віддає перевагу мишівка, часто розорані місцевими фермерами чи надмірним випасанням овець. Цей вид вимер на 98% свого колишнього ареалу через збільшення використання родентицидів, втрату незайманих територій та збільшення залежності від механічної діяльності для ведення сільського господарства. Найбільшою загрозою є обмежена кількість популяцій і малий географічний ареал. Угорська мишівка була оголошена вимерлою в Австрії, і, можливо, її статус такий самий у Словаччині та Сербії. Більшість відомих місць проживання лежать у заповідних територіях, де належне управління насправді гарантується лише в невеликій частині повної «заповідної» території. Механічне скошування використовується все більше і більше, що дуже несприятливо для мишівок. Зростання популярності вівчарства теж несе загрозу.